# Fundacja Wro Centrum Sztuki Mediów
Fundacja WRO Centrum Sztuki Mediów (wcześniej Open Studio/WRO) – polska fundacja powołana we Wrocławiu w 1998 roku przez Violettę Kutlubasis-Krajewską, Piotra Krajewskiego i Zbigniewa Kupisza, tworzących Zarząd Fundacji, w celu kontynuowania i poszerzenia działalności organizacji Open Studio/WRO. Obecnie głównymi projektami Fundacji są prowadzenie Centrum Sztuki WRO oraz organizacja Biennale Sztuki Mediów WRO.

## Historia
Open Studio/WRO, istniejące do 2010 roku, powstało we Wrocławiu w 1988 z inicjatywy aktualnego zarządu Fundacji oraz osób z wrocławskiego środowiska artystycznego, jako jedna z pierwszych w Polsce niezależnych instytucji artystycznych przyjmując osobowość prawną spółki z o.o., umożliwiającą produkcję telewizyjną. Open Studio/WRO jest producentem licznych programów poświęconych sztuce mediów i kulturze medialnej, przygotowywanych głównie przez Violettę i Piotra Krajewskich na zamówienie i w celu emisji na antenach Telewizji Polskiej – i działalność agencyjno-reklamową z organizacją niekomercyjnych wydarzeń kulturalnych, których realizacja częściowo finansowana była z wypracowanych przez spółkę środków.
W 1989 roku Open Studio/WRO przygotowało i zorganizowało pierwszy Festiwal Wizualnych Realizacji Okołomuzycznych WRO, wydarzenie odbywające się od 1993 roku w cyklu dwuletnim, obecnie Biennale Sztuki Mediów WRO. Działalność Open Studio zapoczątkowała obecne archiwum i kolekcję WRO.
W 2001 roku Fundacja WRO została wpisana do rejestru stowarzyszeń, a 19 stycznia 2005 r. uzyskała status OPP – Organizacji Pożytku Publicznego.

## Misja i cele Fundacji WRO
Statutową misją Fundacji WRO jest wspieranie działalności artystycznej, kulturalnej i edukacyjnej w dziedzinie sztuki współczesnej, inicjowanie międzynarodowej wymiany kulturalnej i intelektualnej w dziedzinie mediów i komunikacji, współpraca z instytucjami i organizacjami pozarządowymi w kraju i za granicą, organizowanie i promocja wystaw i prezentacji sztuki medialnej i jej twórców.
Cele te Fundacja WRO osiąga i realizuje głównie poprzez dwa kluczowe projekty, jakimi są prowadzenie Centrum Sztuki WRO we Wrocławiu wraz z działaniami w zakresie upowszechniania sztuki współczesnej (od 2008 r.) oraz organizacja kolejnych edycji Biennale Sztuki Mediów WRO. Od 2008 roku Fundacja WRO realizuje prowadzone przez siebie projekty głównie w ramach działalności programowej Centrum Sztuki WRO.

## Działalność statutowa i realizowane projekty
Od momentu powstania i pierwszych edycji Festiwalu Wizualnych Realizacji Okołomuzycznych (1989–1991, następnie od 1993 r. biennale), WRO zaczęło funkcjonować w międzynarodowym obiegu instytucji eksperckich w dziedzinie sztuki mediów, uczestnicząc m.in. w kluczowych konferencjach i przedsięwzięciach mających na celu tworzenie platform doradczych Rady i Komisji Europejskiej oraz opracowywanie wytycznych dla relacji i udziału sektorów IT i telekomunikacyjnego w wyznaczaniu kierunków rozwoju i planowania polityki kulturalniej Unii Europejskiej, jak kolejno Culture, Communication and New Technologies: The Impact of New Technologies on European Culture, Conference on New Space for Culture and Society (New Ideas in Science and Art) w Pradze, The Practice to Policy (P2P) conference: Towards A European Media Culture w Rotterdamie/Amsterdamie, czy Cultural Competence, New Technologies, Culture and Employment w Linzu, w następstwie których w 1999 r. powołana została European Cultural Backbone – koalicja europejskich centrów innowacji i instytucji działających na rzecz twórczego wykorzystania i rozwoju mediów uczestniczących w zmianach społecznych.
Open Studio/WRO, a następnie Fundacja WRO, rozwijając współpracę z międzynarodowymi partnerami zrealizowała na przestrzeni lat liczne wydarzenia, w tym duże przedsięwzięcia organizowane we Wrocławiu pomiędzy kolejnymi edycjami Festiwalu/Biennale WRO, m.in. dwie edycje festiwalu Monitor Polski w 1994 i 1996 r., wydarzenia Ekspresja Mediów w 1998 i WRO2000@kultura – milenijną edycję Biennale wraz z towarzyszącym jej kongresem Mediacja/Medializacja odbywającym się w Auli Leopoldyńskiej w Gmachu Głównym Uniwersytetu Wrocławskiego.
W roku 2002 Fundacja WRO była partnerem programowym Roku Polskiego w Austrii, odpowiadając m.in. za występ Gameboyzz Orchestra Project na festiwalu Ars Electronica w Linzu, udział w sympozjum Kunst im öffentlichen Raum zorganizowanym przez Kunsthalle Wien oraz pokaz programu From Monument to Market, który stanowił kanwę późniejszego multimedialnego wydawnictwa.
W latach 2003–2009 Fundacja WRO odpowiadała za koordynację projektu rezydencji dla artystów i kuratorów w ramach dwóch kolejnych trzyletnich bilateralnych programów współpracy kulturalnej pomiędzy regionami Dolnego Śląska i Alzacji, współpracując po stronie francuskiej z Frac Alsace.
W 2006 roku Fundacja WRO została zaproszona do współpracy programowo-organizacyjnej przy międzynarodowym przedsięwzięciu Odyseja Bałakławska.
W roku 2010 Fundacja WRO zrealizowała dwa przedsięwzięcia w ramach programu Roku Chopinowskiego. Jedno to wystawa instalacji Where Is Chopin?, prezentowana podczas festiwalu Warszawska Jesień, na potrzeby której powstały instalacje Pawła Janickiego Mapping Chopin, Józefa Robakowskiego Attention: Light! 2.0 oraz, we współpracy z Uniwersytetem Stanforda, złożony utworu audiowizualny Gdzie jest Chopin? Jarosława Kapuścińskiego. Drugim wydarzeniem była wystawa instalacji Roberta Cahena Chopinpiano w centrum Sztuki WRO.
Innym polem międzynarodowej działalności WRO są projekty koprodukcyjne i edukacyjno-upowszechnieniowe podejmowane w ramach programów europejskich: Moving Stories (2009–2011), Artist Talk, DCA – Digitising Contemporary Art (2011–2013), EMAP/EMARE – European Media Art Platform (2017-2021).

## Działalność wydawnicza
Działalność wydawnicza Fundacji WRO obejmuje głównie multimedialne wydawnictwa z zakresu polskiej i międzynarodowej sztuki mediów i kultury współczesnej oraz wybranych zagadnień historii sztuki. Są to publikacje tematyczne i badawcze (Od Monumentu do Marketu, Od kina absolutnego do filmu przyszłości, Ukryta Dekada. Polska sztuka wideo 1985-1995, Rysopis. Rozmowy, Historia instalacji wideo), monograficzne (Józef Robakowski: Obrazy energetyczne. Zapisy bio-mechaniczne 1970–2005, Nam June Paik. Driving Media, Istvan Kantor. Media Revolt), a także przewodniki i gazety towarzyszące poszczególnym projektom i wystawom. Niektóre z wymienionych publikacji tworzą serię WIDOK. WRO Media Art Reader, biorącą nazwę od adresu Centrum Sztuki WRO – ulicy Widok. Publikacja Od Monumentu do Marketu została w całości przeniesiona na platformę internetową.

## Rada Fundacji WRO
Radę Fundacji tworzą Joanna Krysa, Józef Robakowski, Dorota Wolska (od lipca 2013, uprzednio Joanna Kiliszek).

## Nagrody i wyróżnienia
W 1992 r. za wykreowanie najciekawszego wydarzenia w dziedzinie kultury filmowej Violetta i Piotr Krajewscy zostali nagrodzeni nagrodą Laterna Magica przyznawaną przez Komitet Kinematografii.
W tym samym roku w Krakowie odbywało się II Ogólnopolskie Sympozjum Filmu Reklamowego Kraków'92, któremu towarzyszył Ogólnopolski Festiwal Reklamy połączony z konkursem na najlepszą reklamę prasową. Jedną z trzech najwyżej ocenionych reklam prasowych została reklama komputerów firmy soft-tronik – Gulipin Computers PC, opracowana przez wrocławską agencję reklamową OPEN STUDIO, publikowana m.in. tygodniku ComputerWorld.
W 1993 r. za konsekwencję w intrygowaniu szerokiej publiczności sztuką współczesną oraz za osiągnięcia w dziedzinie marketingu sztuki twórcy WRO odebrali Szeleszczące Ucho – nagrodę działu promocji Gazety Wyborczej.
Również w 1993 r. Festiwal Wizualnych Realizacji Okołomuzycznych WRO był nominowany do Paszportów Polityki w kategorii „plastyka”. Nominującym był Jacek Werbanowski, redaktor naczelny czasopisma "Exit". Paszport w tej kategorii odebrał finalnie nominowany przez niego artysta Stasys Eidrigevicius.
W 1998 r. Open Studio/WRO otrzymało nagrodę Prezydenta Wrocławia.